# Labrossyta scotoptera
Labrossyta scotoptera är en stekelart som först beskrevs av Johann Ludwig Christian Gravenhorst 1820.  Labrossyta scotoptera ingår i släktet Labrossyta och familjen brokparasitsteklar. Arten är reproducerande i Sverige. Inga underarter finns listade i Catalogue of Life.